# ロバート・クローズ
ロバート・クローズ（Robert Clouse、1928年3月6日 - 1997年2月4日）は、アメリカ合衆国の映画監督、脚本家。

## 人物
格闘技を題材としたアクション映画を多く制作、特にブルース・リーの『燃えよドラゴン』の監督として知られる。また、ブルース・リーの主演・監督映画で、彼の急死で未完成だった『死亡遊戯』を完成させた。
1997年2月4日、腎不全で死去、68歳。
彼が『燃えよドラゴン』撮影時の事を中心にブルース・リーの事を綴った“Bruce Lee: The Beginning”は、1993年の映画『ドラゴン/ブルース・リー物語』の原作となった。

## 主な作品
- 闇の閃光 Darker Than Amber (1970)
- 恐怖の館 Something Evil (1972) 脚本
- 燃えよドラゴン 龍爭虎鬥/Enter the Dragon (1973)
- 黒帯ドラゴン Black Belt Jones (1974)
- 黄金の針 Golden Needles (1974)
- SF最後の巨人 The Ultimate Warrior (1975) 脚本も
- 怒りの群れ The Pack (1976) 脚本も
- アムステルダム・キル The Amsterdam Kill (1977) 脚本も
- 死亡遊戯 死亡游戏/Game of Death (1978)
- ロンドン・コネクション The London Connection (1979)
- バトルクリーク・ブロー The Big Brawl (1980) 脚本も
- 巨大ねずみパニック Deadly Eyes (1982)
- カラテNINJA ジムカタ Gymkata (1985)
- 女ドラゴン・コップ　チャイナ・オブライアン China O'Brien (1990) 脚本も
- 女ドラゴン・コップ　チャイナ・オブライアン2 China O'Brien 2 (1991) 脚本も